# Fyrd

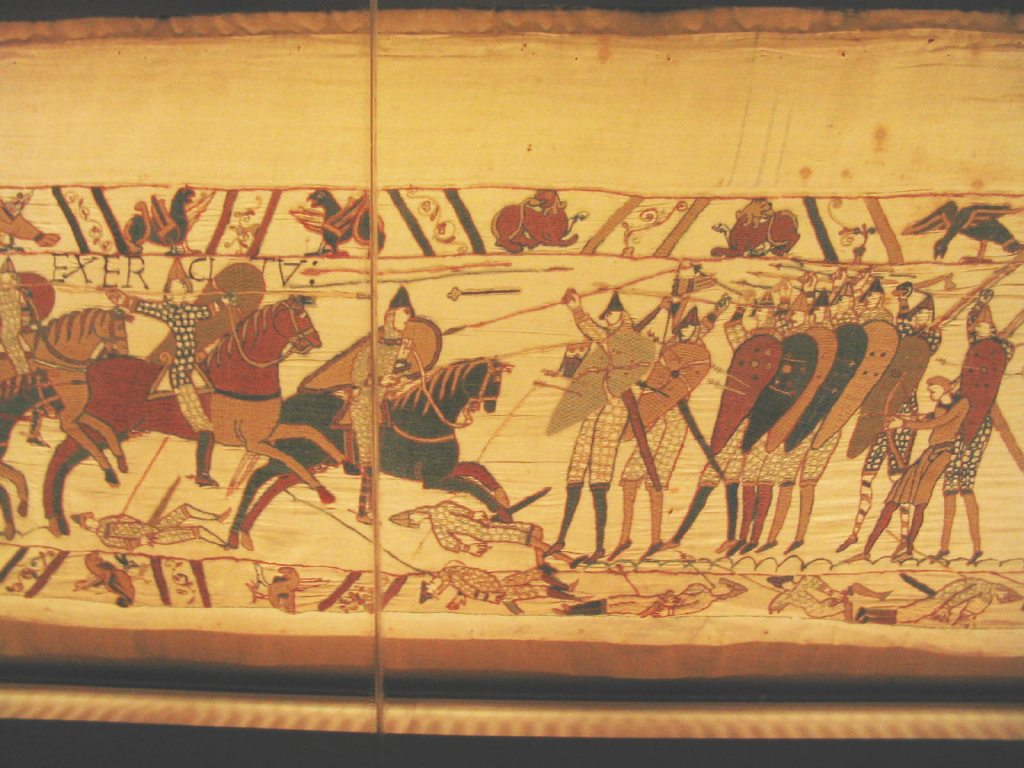
Angelsaksische Schildmuur (bestaand uit mannen van de fyrd) ter afwering van de Normandische ruiterij in de slag bij Hastings (afbeelding op het tapijt van Bayeux).

De fyrd of fierd was in de vroeg-Angelsaksische periode een leger dat werd gemobiliseerd uit vrije mannen om hun gouw (shire) te verdedigen, of uit geselecteerde afgevaardigden om deel te nemen aan een koninklijke expeditie.
Dienst in de fyrd was gewoonlijk van korte duur en deelnemers werden verwacht hun eigen wapens en provisies te voorzien. De samenstelling van de fyrd evolueerde over de jaren heen in het bijzonder als een reactie op de plundertochten en invasies door de Vikingen. Het systeem van bescherming en conscriptie werd gereorganiseerd tijdens de regering van Alfred de Grote, die 33 versterkte steden (of burhs) oprichtte in zijn koninkrijk Wessex. De hoeveelheid belasting nodig om elke stad te onderhouden werd vastgelegd in een document, dat bekendstond als de Burghal Hidage. Elke heer zijn individueel pachtgoed aan land werd vastgelegd in aantal hides (een oude lengtemaat), en op basis van de grootte van zijn landgoed moest hij mannen en wapens leveren om de burhs te onderhouden en te verdedigen. Niet-naleving van deze verplichting kon leiden tot zware straffen.
Uiteindelijk bestond de fyrd uit een kern van ervaren soldaten die zou worden aangevuld met gewone dorpelingen en boeren uit de gouwen die hun heren zouden vergezellen.

## Oorsprong en definitie
De Germaanse stammen (Angelen, Saksen en Juten) die in de 5e en 6e eeuw Brittannië binnenvielen vertrouwden op hun lichte infanterie die op de been werd gebracht door een stammenlichting, of fyrd, en het was dit systeem waarop de militaire macht van verschillende koninkrijken uit de vroeg-Angelsaksische periode berustte. In Angelsaksische documenten wordt militaire dienst als fyrd-faru, fyrd-foereld, fyrd-socne, or simpelweg fyrd genoemd. De fyrd was een lokale militia in de Angelsaksische gouw of shire, in welke alle vrije mannen moesten dienen, waarbij zij die militaire dienst weigerden werden bestraft met boetes of verlies van hun land. Volgens de wetten van Ine van Wessex:

Gif gesiðcund mon landagende forsitte fierd, geselle CXX scillinga & ðolie his landes; unlandagende LX scillinga; cierlisc XXX scillinga to fierdwite.
Als een landbezittende man uit de gesith-klasse (adel) aan zijn fierd verzaakt, hij geve CXX shillings & verlieze zijn land; een niet-landbezittende LX shillings; (iemand van de) cierl-klasse (boerenstand) (geve) XXX shillings als fyrd-boete.

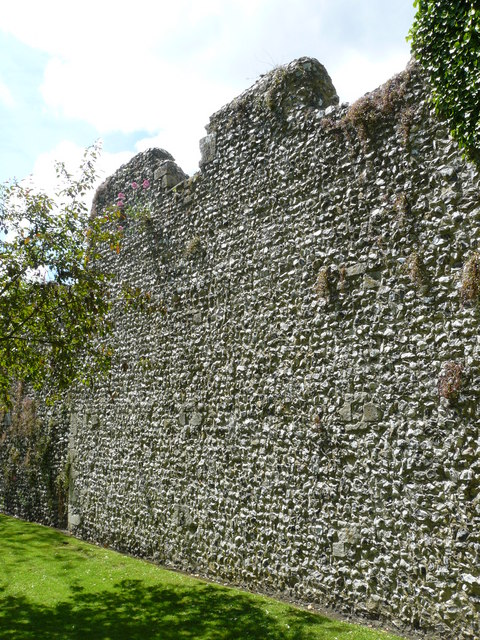
De ommuring van de burh Winchester bestaat uit Saksisch en middeleeuws herstelwerk aan de Romeinse ommuring.

Het was de verantwoordelijkheid van de fyrd van de gouw (shire) om op te treden tegen lokale invallen. De koning kon de nationale militie oproepen om het koninkrijk te verdedigen, maar in het geval van verrassingsaanvallen, in het bijzonder door de Vikingen, zorgden communicatieproblemen en de nood aan uitrust en proviand te voorzien ervoor dat de nationale militie er niet snel genoeg bij kon zijn en dus zelden werd opgeroepen voor dergelijke invallen.
Historici zijn verdeeld over de personen die deel uitmaken van de fyrd. Was het de groep van boeren die we dan moeten onderscheiden van de thegns en huurlingen? Waren het de boeren en thegns tezamen? Of was het een combinatie van deze drie (boeren, thegns en huurlingen)? Oorspronkelijk zou de strijdmacht waarschijnlijk volledig uit infanterie hebben bestaan. Het is gesuggereerd geweest dat er sinds de tijd van Alfred de Grote een strijdmacht van bereden infanterie zou zijn geweest, die snel konden uitrijden als er problemen waren, afstijgen en een invallende strijdmacht konden terugdrijven, hoewel deze theorie omstreden is. Na Alfreds reorganisatie van het leger waren er ook twee onderdelen in zijn leger. Het eerste onderdeel was de zogenaamde select-fyrd, die zeer waarschijnlijk een strikt genomen koninklijke strijdmacht van bereden infanterie was, hoofdzakelijk bestaand uit thegns en hun volgelingen ondersteund door graven en baljuws. Het tweede onderdeel zou de lokale militia of general-fyrd zijn, die verantwoordelijk was voor de verdediging van de shire en borough-district en zou bestaan uit vrije mannen, zoals kleine pachtboeren en hun lokale thegns en baljuws. In de 11e eeuw werd de infanterie versterkt door de toevoeging van een elitestrijdmacht van housecarls.
De Oudengelse term die de Anglo-Saxon Chronicle gebruikt voor het Deens leger is "here". Ine van Wessex voorzag in zijn wetten, uitgevaardigd rond 694, een definitie van "here" als "een invallend leger of roofpartij bestaand uit meer dan vijfendertig man". Toch worden de termen "here" en "fyrd" als onderling verwisselbaar gebruikt in latere bronnen met betrekking tot de Engelse militia.
Pachters hadden in Angelsaksisch Engeland een drievoudige verplichting (trinoda necessitas) gebaseerde op hun landbezit; de zogenaamde common burdens (openbare verplichtingen) van herstel van bruggen, bouw van vestingen en de verplichting om invallen af te weren (militaire dienst). Zelfs als een pachter vrijstelling was verleend van andere koninklijke diensten, bleven deze drie verplichten bewaard. Een voorbeeld hiervan is een charter uit 858 waarin Ethelbert van Kent een uitwisseling van land maakte met zijn thegn Wulflaf, dat stipuleerde dat Wulflafs land vrij zou zijn van alle koninklijke diensten en seculiere verplichtingen behalve militaire dienst, het bouwen van bruggen en vestingen.
Volgens Knoet de Grote zijn wetten:

Si quis burhbotam vel brigbotam (id est burgi vel pontis emendationem [refectionem]) vel fyrdfare (id est in exercitum ire) supersederit, emendet hoc erga regem CXX solidis in Anglorum laga, in Denalaga sicut stetit antea; ...
Als iemand zich aan burhbota of brigbota (dit is de verbetering [het herstel] van burghs of bruggen) of fyrdfare (dit is in het leger gaan) zou onttrekken, vergoedt hij dit tegenover de koning met 120 solidi in (de gebieden onder) het recht van de Angelen, in (de gebieden onder) de Danelaw zoals tevoren werd voorgeschreven...

## Organisatie
Engeland had sinds het eind van de 8e eeuw te lijden onder invallen van de Vikingen, die aanvankelijk vooral aanvallen op kloosters waren. Het eerste klooster dat werd overvallen was dat van Lindisfarne aan de Noordoostkust in 793, waarbij de Angelsaksische Kroniek de Vikingen zou omschrijven als hæþenra manna ("heidense mannen"). Het plunderen bleef met onregelmatige tussenpozen voortduren tot rond 865, toen de Vikingen hun tactiek van plunderen wijzigden en een groot leger stuurden om Engeland binnen te vallen. Dit leger werd door de Angelsaksische Kroniek omschreven als een hæþen here ("heidens leger"). De Denen werden uiteindelijk verslagen door Alfred de Grote in de slag bij Edington in 878. Dit werd kort daarop gevolgd door wat door Asser werd omschreven als de vrede van Wedmore, volgens dewelke Engeland werd opgedeeld onder de Angelsaksen van Wessex en de Vikings. Een ander Deens leger dat na de slag bij Edington was overgestoken naar het Europese vasteland bleef echter een bedreiging vormen. Dit plunderende Vikingleger zette Alfred ertoe aan de verdediging van zijn koninkrijk Wessex te reorganiseren. Hij bouwde een vloot, reorganiseerde het leger, richtte een cavalerie op, en zette een systeem op van versterkte steden die als burhs bekendstonden.
Elk element van het systeem was bedoeld om de defecten in het West-Saksische militaire establishment ontmaskerd door de invallen en invasies van de Vikingen te verhelpen. Daar hij met het bestaande systeem niet snel genoeg strijdkrachten kon samenstellen om mobiele Vikinginvallers te intercepteren, besloot Alfred een staande strijdmacht in te stellen. Dit betekende dan ook dat de Westsaksische fyrd moest worden omgevormd van een sporadische lichting onder de mannen van de koning en hun volgelingen naar een bereden staand leger. Op punten waar er vestingen ontbraken om de opmars van een vijandig leger te belemmeren, liet hij nieuwe burhs bouwen. Om aanvallen vanop zee tegen te gaan, zette hij zijn eigen zeemacht tegen hen in. Om de burhs en het staand leger te onderhouden, richtte Alfred de Grote een systeem op van belastingen en dienstplicht dat werd vastgelegd in een document, dat nu bekendstaat als de Burghal Hidage: drieëndertig versterkte steden zijn opgelijst samen met hun belastbare waarde (uitgedrukt in hides). Alle innovaties van Alfred waren sterk geworteld in traditionele Westsaksische gebruiken, daarbij een beroep doend op de trinoda necessitas of drie common burdens die alle houders van bocland en koninklijk lænland aan de kroon verschuldigd waren. Het geniale van Alfreds systeem was dat hij de veldstrijdmacht en burhs uitwerkte om deel uit te maken van een coherent militair systeem.
De fyrd werd in grote mate gebruikt door de laatste Angelsaksische koning Harold Godwinson in 1066, bijvoorbeeld in het weerstand bieden aan de invasie van Harald Hardrada en Willem van Normandië.
Hendrik I van Engeland, de Anglo-Normandische koning die bij zijn kroning had beloofd de wetten van Eduard de Belijder te zullen herinvoeren en die met een Schotse prinses met West-Saksische koninklijke voorvaders was getrouwd, deed beroep op de fyrd om zijn feodale lichting aan te vullen, als een leger van heel Engeland, zoals Ordericus Vitalis schrijft, om de vruchteloze invasies van zijn broer Robert Curthose, zowel in de zomer van 1101 als in de herfst van 1102, te verhinderen.